# Psilus clypeatus
Psilus clypeatus är en stekelart som först beskrevs av Thomson 1858.  Psilus clypeatus ingår i släktet Psilus, och familjen hyllhornsteklar. Arten är reproducerande i Sverige.